# Jamie Peck
Jamie Peck (Nottingham, Inglaterra, 9 de julho de 1962) é um geógrafo inglês radicado no Canadá. É professor de Geografia e pesquisador em Economia Urbana e Política Regional da University of British Columbia, no Canadá.

## Biografia
Jamie Peck iniciou os estudos na University of Manchester terminando a licenciatura em 1983, e bacharelando-se em Geografia em 1988. Durante este tempo, ele trabalhou como pesquisador associado no Centre for Urban & Regional Industrial Development da University of Manchester. Entre 1988 e 1989 se tornou um pesquisador nacional na University of Melbourne. Entre 1989 e 2000, foi professor de Geografia na University of Manchester. Em 2000 se tornou Professor de Geografia e Sociologia da University of Wisconsin-Madison.
Desde 2008 é Professor de Geografia na University of British Columbia, em Vancouver e é titular da cátedra de pesquisa do Canada Research Chair in Urban & Regional Political Economy. Paralelamente, pesquisa e ensina na University of Nottingham (desde 2004), bem como na University of Manchester (desde 2007), além de pesquisas na University of Illinois e na University of Wisconsin-Madison.
Beneficiário da Guggenheim Fellowship e Harkness Fellowship, Peck foi professor convidado nas seguintes universidades: University of Melbourne, Johns Hopkins University, University of Toronto, University of British Columbia, University of the Witwatersrand, University of Wisconsin-Madison, University of Oslo, University of Nottingham, University of Manchester, Queen’s Belfast, University of Amsterdam, National University of Singapore.

## Linha de estudo
Os interesses de pesquisa do Jamie Peck incluem a economia política da neoliberalização, a formação da política e mobilidade, a economia governamental, a teoria política do mercado de trabalho e a reestruturação urbana.
Sua pesquisa atual trata  da reprodução das normas da política transnacional e questões de governança metropolitana.

## Obras

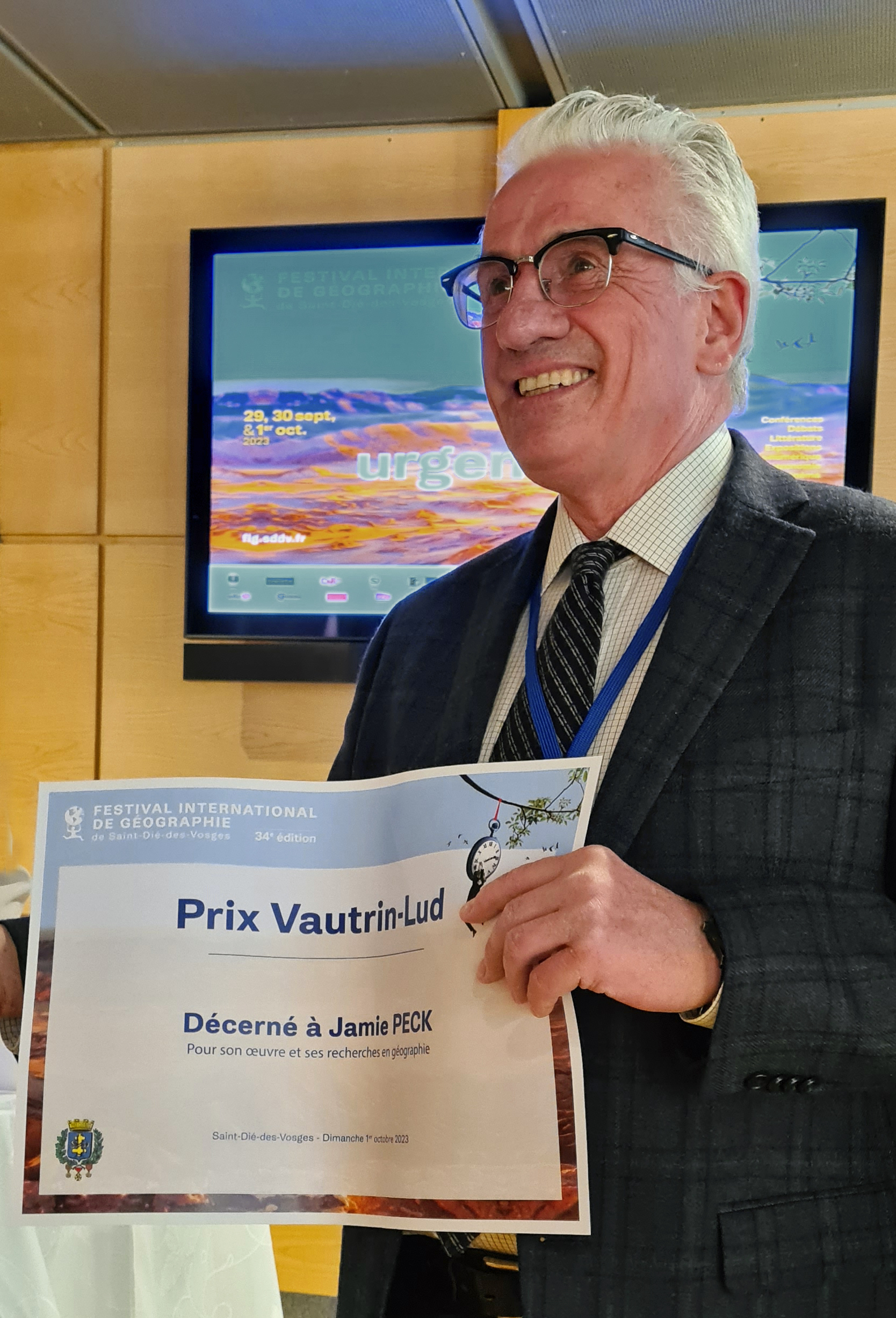
Premio Vautrin Lud 2023

- Constructions of neoliberal reason (2010)
- Contesting neoliberalism: urban frontiers (2007, coeditado com Helga Leitner & Eric Sheppard)
- Workfare states (2001)
- Work-place: the social regulation of labor markets (1996)
- Wiley- Blackwell Companion to Economic Geography (2012, coeditado com Trevor Barnes & Eric Sheppard).